# Liane Augustin
Liane Augustin, född 18 september 1928 i Berlin, Tyskland, död 29 april 1978 i Wien, Österrike, var en tysk sångerska och skådespelerska.
Augustin deltog för Österrike med låten Die ganze Welt braucht Liebe i Eurovision Song Contest 1958. Låten slutade på femte plats och fick åtta poäng.

## Filmografi
- 1958 – Sehnsucht hat mich verführt
- 1956 – ...und wer küßt mich?
- 1956 – Liebe, die den Kopf verliert
- 1954 – Der Rote Prinz
- 1953 – Lavendel
- 1953 – Die Fiakermilli